# Orchestre de chambre de Lausanne
 (juillet 2022).
Si vous disposez d'ouvrages ou d'articles de référence ou si vous connaissez des sites web de qualité traitant du thème abordé ici, merci de compléter l'article en donnant les références utiles à sa vérifiabilité et en les liant à la section « Notes et références ».
L'Orchestre de Chambre de Lausanne est un orchestre de renommée internationale créé en 1942 à Lausanne, en Suisse.

## Histoire
De formation Mannheim (soit une quarantaine d’instrumentistes), l'Orchestre de Chambre de Lausanne (OCL) embrasse un répertoire qui va des premiers baroques à la création contemporaine. 
Très vite convié à l’étranger après sa création en 1942, l'orchestre participe au Festival d'Aix-en-Provence dès la deuxième édition, à plusieurs éditions du Festival Enescu de Bucarest ou au Festival Rostropovitch de Moscou. En plus de ses tournées en Allemagne et aux États-Unis, il a notamment donné des concerts au Théâtre des Champs-Élysées de Paris, aux BBC Proms de Londres, au Konzerthaus de Vienne et à la Philharmonie de Berlin.
L'OCL engage régulièrement des solistes internationaux (pianistes Martha Argerich, Alfred Cortot, Edwin Fischer, Walter Gieseking, Clara Haskil, Nikolaï Luganski et Radu Lupu, Murray Perahia ; violonistes Arthur Grumiaux et Frank Peter Zimmermann ; violoncellistes Truls Mørk et Paul Tortelier ; flûtistes Emmanuel Pahud et Jean-Pierre Rampal) et des chefs (Bertrand de Billy, Christoph Eschenbach, Daniel Harding, Paul Hindemith, Ton Koopman, Jeffrey Tate, Günter Wand et Simone Young).
Résident de la Salle Métropole de Lausanne, l’OCL est l’hôte régulier de la fosse de l’Opéra de Lausanne et le partenaire de nombreuses institutions de la région telles que la Haute École de Musique de Lausanne, la Manufacture (Haute école des arts de la scène), la Fondation Pierre Gianadda de Martigny, le Festival d’opéra d'Avenches ou le Concours de piano Clara Haskil de Vevey. Il est également un partenaire historique de la Radio Télévision Suisse et de sa chaîne culturelle, Espace2.
En 2020, Renaud Capuçon est nommé directeur artistique de l'orchestre à compter de 2021. En 2025, il est prolongé à son poste de deux ans, jusqu'en juin 2019,.
Depuis le 15 juillet 2024, Dominique Meyer est le directeur exécutif de l'Orchestre de chambre de Lausanne,.

## Direction artistique et musicale
- Victor Desarzens (1942-1973)[5]
- Armin Jordan (1973-1985)[5]
- Lawrence Foster (1985-1990)[5]
- Jesús López Cobos (1990-2000)[5]
- Christian Zacharias (2000-2013)
- Joshua Weilerstein (2015-2021)
- Renaud Capuçon (2021-)

## Discographie
Près de 250 enregistrements ont été réalisés sous la direction des différents directeurs artistiques de l'orchestre. 
- Concertos de Beethoven (Bel Air Media) et œuvres de Mozart, Robert Schumann, Michael Haydn et Frédéric Chopin, avec Christian Zacharias en qualité de chef et de pianiste.

- Intégrale des opéras de Haydn dans les années 1970–1980 sous la direction d’Antal Dorati.
- Deux albums sous la direction de Heinz Holliger consacrés à Schoenberg et Webern, le premier (2013) avec Verklärte Nacht, op. 4, et la Kammersymphonie No 2, op. 38, de Schoenberg, et Langsamer Satz de Webern, le second (2022) avec la Kammersymphonie No 1, op. 9, et Sechs Kleine Stücke, op. 19 (arrang. par Heinz Holliger), de Schoenberg, et la Symphonie, op. 21, et Fünf Sätze, op. 5 (version pour orchestre à cordes), de Webern.
- Gravure dédiée à Spohr et Weber (avec Paul Meyer).

- Deux albums sous la direction de Joshua Weilerstein : le premier consacré à Igor Stravinsky (2016), le second regroupant deux symphonies de chambre de Dmitri Chostakovitch (2021).
- Album sous la direction de Renaud Capuçon (septembre 2021) chez Warner Classic autour d'œuvres du compositeur estonien Arvo Pärt.